# Demagogie
Demagogie (> demagogisch; van het Grieks δημος= "volk" en αγ(ωγ)ειν = "(op)leiden") is een manier om de luisteraar van een onwaarheid te overtuigen door een beroep te doen op het "gezond verstand" en de "logica" van een persoon. Demagogie is iets anders dan het verkondigen van leugens. Iemand die demagogie bedrijft zal niet direct onwaarheden naar voren brengen. Men zal er wel naar streven de luisteraar die er niet op bedacht is zelf naar een bepaalde conclusie te leiden. Zo kan de demagoog het publiek naar zijn hand zetten.
Een politicus of andere volksleider die, doorgaans met minder goede bedoelingen, door middel van retorische middelen, leugenachtige voorstellingen en valse leuzen de volksmassa opruit en in beweging brengt wordt ook wel een demagoog of volksmenner genoemd. Ter illustratie: Adolf Hitler, Goebbels en Mussolini worden als demagogen gezien. De redenaars en ideologen van het nationaalsocialisme en het fascisme gebruikten echter niet de term demagogie maar noemden hun methode propaganda.
Iemand bedrijft ook demagogie wanneer men diens onware uitspraken niet met redelijke argumenten kan weerleggen.

## Voorbeelden van demagogie
Getalsdemagogie - het vergelijken van niet vergelijkbare grootheden. Bijvoorbeeld: "de huidige regering heeft de uitgaven in de sociale sector met 5 miljoen verhoogd, terwijl de vorige regering slechts een verhoging van 0,4 procent realiseerde". Het laatste feit klinkt als een lager getal, maar niemand kan zonder de absolute waarden de waarheid van het gesuggereerde "feit" bewijzen.
Valse autoriteit - zich baseren op de autoriteit van iemand die in het bediscussieerde onderwerp geen expert is. Bijvoorbeeld: "de professor heeft mijn boek gelezen en waardeerde het zeer". Het feit dat het een hoogleraar in de chemie was, terwijl het boek over antropologie handelde wordt weggelaten.
"Voor of tegen" - aannemen dat er slechts twee mogelijke meningen zijn over een bepaald onderwerp. Bijvoorbeeld: "Jansen staat niet aan onze kant, dus hij is onze tegenstander". De mogelijkheid van een neutrale positie, of een genuanceerde positie laat men weg.
Niet gerelateerde feiten - feiten te berde brengen die klinken alsof ze de mening van de spreker ondersteunen. Bijvoorbeeld: "onze drankjes bevatten geen natriumdeoxycholaat". Dit is waarschijnlijk juist, maar omdat de genoemde chemische stof een soort zeep is, is het niet relevant, de stof zou in geen enkel drankje voor moeten komen.
Emotionele aanval - een poging om de discussie op een emotioneel vlak te trekken. Bijvoorbeeld: "Iedereen is tegen mij".